# Abierto Mexicano Telcel 2022
Abierto Mexicano Telcel 2022 var den 29:e upplagan för herrar av Abierto Mexicano Telcel, en tennisturnering spelad utomhus på hard court i Acapulco, Mexiko. Turneringen var en del av 500 Series på ATP-touren 2022.
Turneringen spelades på Arena GNP Seguros mellan den 21 och 26 februari 2022.

## Mästare

### Singel
- Rafael Nadal besegrade  Cameron Norrie 6–4, 6–4

### Dubbel
- Feliciano López /  Stefanos Tsitsipas besegrade  Marcelo Arévalo /  Jean-Julien Rojer, 7–5, 6–4

## Poäng och prispengar

### Poängfördelning
Spelarna fick följande poäng:
| Gren       | Mästare | Final | Semifinal | Kvartsfinal | Åttondelsfinal | Sextondelsfinal | Kvalificerad till huvudturneringen | Kvalomgång 2 | Kvalomgång 1 |
| Herrsingel | 500     | 300   | 180       | 90          | 45             | 20              | 10                                 | 4            | 0            |
| Herrdubbel | 500     | 300   | 180       | 90          | 0              | —               | —                                  | —            | —            |

### Prispengar
| Gren    | Mästare   | Final     | Semifinal | Kvartsfinal | Åttondelsfinal | Sextondelsfinal | Kvalomgång 2 | Kvalomgång 1 |
| Singel  | 314 455 $ | 169 500 $ | 89 985 $  | 45 975 $    | 24 540 $       | 13 090 $        | 6 705 $      | 3 765 $      |
| Dubbel* | 103 080 $ | 54 970 $  | 27 810 $  | 13 920 $    | 7 030 $        | —               | —            | —            |

*per lag

## Tävlande i singel

### Seedning
| Land           | Spelare             | Rank1 | Seedning |
| -------------- | ------------------- | ----- | -------- |
| Ryssland       | Daniil Medvedev     | 2     | 1        |
| Tyskland       | Alexander Zverev    | 3     | 2        |
| Grekland       | Stefanos Tsitsipas  | 4     | 3        |
| Spanien        | Rafael Nadal        | 5     | 4        |
| Italien        | Matteo Berrettini   | 6     | 5        |
| Storbritannien | Cameron Norrie      | 13    | 6        |
| USA            | Taylor Fritz        | 17    | 7        |
| Spanien        | Pablo Carreño Busta | 18    | 8        |

- 1 Rankingen är per den 14 februari 2022.

### Övrig spelarinformation
Följande spelare fick ett wild card till turneringen:
- Alex Hernández
- Feliciano López
- Fernando Verdasco

Följande spelare deltog i turneringen med skyddad ranking:
- Pablo Andújar

Följande spelare fick dispens att deltaga i turneringen:
- John Millman

Följande spelare kvalificerade sig genom kvalturneringen:
- Daniel Altmaier
- Yoshihito Nishioka
- Oscar Otte
- J. J. Wolf

Följande spelare kvalificerade sig som lucky losers:
- Peter Gojowczyk
- Stefan Kozlov
- Denis Kudla

### Spelare som dragit sig ur
Innan turneringens start
- Carlos Alcaraz → ersatt av  Peter Gojowczyk
- Maxime Cressy → ersatt av  Stefan Kozlov
- Reilly Opelka → ersatt av  Denis Kudla
- Frances Tiafoe → ersatt av  Adrian Mannarino

Under turneringens gång
- Alexander Zverev (diskvalificerad för osportsligt uppträdande i en dubbelmatch)[3]
- Matteo Berrettini

## Tävlande i dubbel

### Seedning
| Land           | Spelare              | Land          | Spelare           | Rank1 | Seedning |
| -------------- | -------------------- | ------------- | ----------------- | ----- | -------- |
| Spanien        | Marcel Granollers    | Argentina     | Horacio Zeballos  | 13    | 1        |
| Colombia       | Juan Sebastián Cabal | Colombia      | Robert Farah      | 22    | 2        |
| Storbritannien | Jamie Murray         | Brasilien     | Bruno Soares      | 38    | 3        |
| El Salvador    | Marcelo Arévalo      | Nederländerna | Jean-Julien Rojer | 63    | 4        |

- 1 Rankingen är per den 14 februari 2022.

### Övrig spelarinformation
Följande dubbelpar fick ett wild card till turneringen:
- Hans Hach Verdugo /  John Isner
- Feliciano López /  Stefanos Tsitsipas

Följande dubbelpar kvalificerade sig genom kvalturneringen:
- Luke Saville /  John-Patrick Smith

Följande dubbelpar kvalificerade sig som lucky losers:
- Lloyd Glasspool /  Harri Heliövaara
- David Marrero /  Fernando Verdasco
- Miguel Ángel Reyes-Varela /  Max Schnur

Följande dubbelpar fick en plats i turneringen som reserver:
- Elbert Barr /  Manuel Sánchez
- Peter Gojowczyk /  Oscar Otte

### Spelare som dragit sig ur
Innan turneringens start
- Carlos Alcaraz /  Pablo Carreño Busta → ersatt av  Lloyd Glasspool /  Harri Heliövaara
- Grigor Dimitrov /  Reilly Opelka → ersatt av  Miguel Ángel Reyes-Varela /  Max Schnur
- Raven Klaasen /  Ben McLachlan → ersatt av  Peter Gojowczyk /  Oscar Otte
- Dušan Lajović /  Franko Škugor → ersatt av  Dušan Lajović /  Hugo Nys
- Cameron Norrie /   Tommy Paul → ersatt av  Elbert Barr /  Manuel Sánchez